# Gajówka (Jackowo)
Gajówka – nieoficjalna część osada Jackowo położonej w województwie pomorskim, w powiecie wejherowskim, w gminie Choczewo, na obszarze Wybrzeża Słowińskiego.
Należy do sołectwa Kopalino.
W Państwowym Rejestrze Nazw Geograficznych została ujęta jako osada
Poprzednią niemiecką nazwą było Neu Dennewitz. W 1948 r. wprowadzono urzędowo polską nazwę Danowice. Jednakże nazwa ta nie przyjęła się.
Nazwa Gajówka nie figuruje dla tej jednostki osadniczej w Wykazie urzędowych nazw miejscowości i ich części z 2012 r..